# 希臘城邦

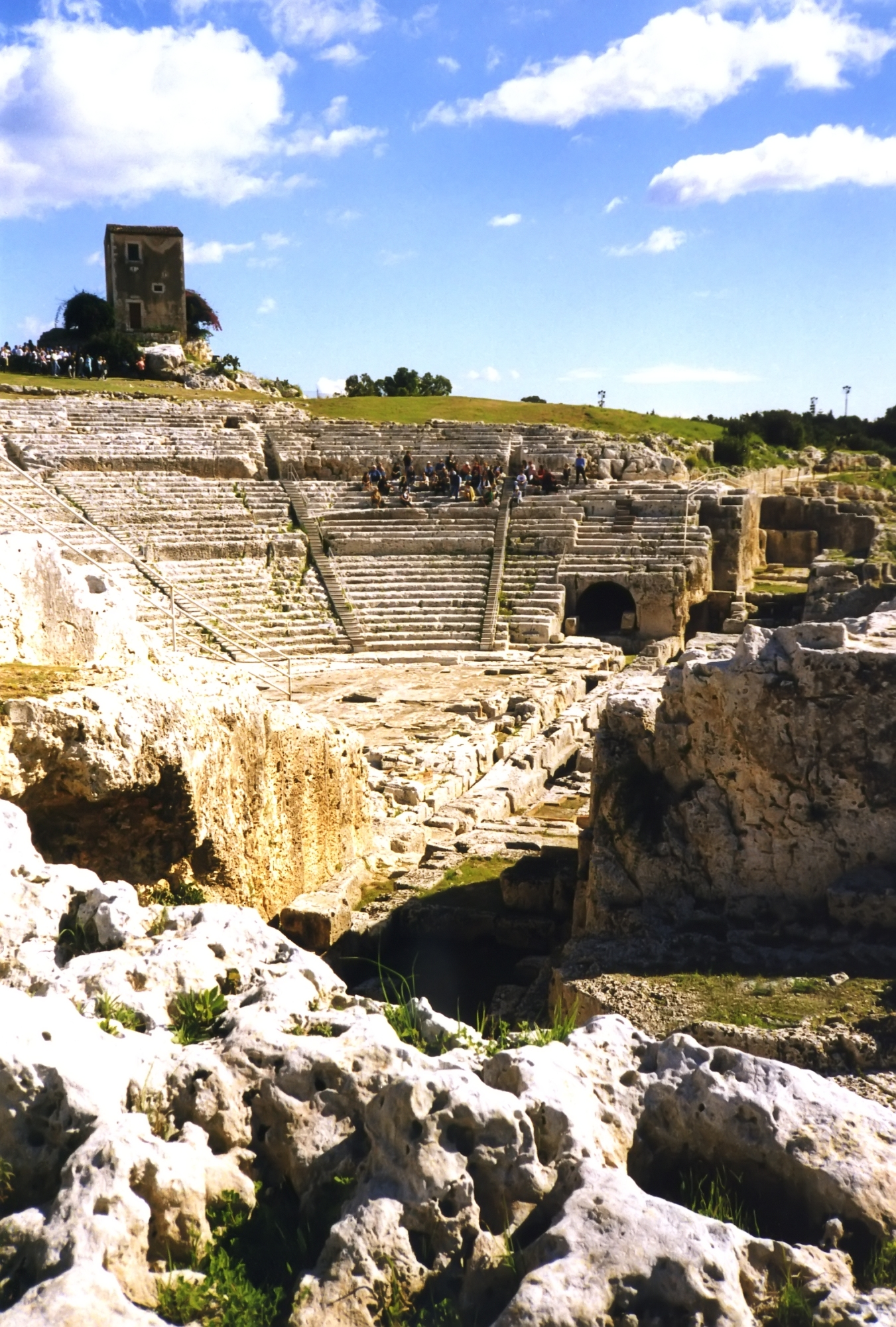
古希臘劇場

城邦（羅馬化：pólis），希臘文的字面意思是城市。它也代表了公民以及公民組成的群體。是古希臘一種政治共同體，以城市為單位形成自治國家。古希臘的眾多城邦中，雅典和斯巴達分別代表著兩種不同形式的城邦。

## 興起
在邁錫尼文明（公元前1450－1100年）被巴尔干半島北部地区的部族攻佔後，由於整個古希臘沒有能統一全希臘的領袖，因此古希臘長達300年的黑暗時代開始。在黑暗時期裡，古希臘人大多聚居在被山嶺分隔的細小村落裡。至公元前800年，各個村落逐漸發展為擁有各自政府和軍隊的城市，就像一個獨立的邦國，所以歷史學家稱它們為「城邦」。城邦的興起，標誌著古希臘文明（公元前800－146年）的開始。
希臘城邦的形成與自然環境、經濟、歷史及思想等各方面有一定的關連性。思想方面，西元前五世紀時，希臘人視城邦制度為最理想的政體。發展成熟的城邦是讓自由公民不具約束地表達意志的自治社會，而不是代表神明、世襲國王或祭司旨意的社會。早期的希臘城邦宗教色彩十分濃厚，人民覺得神明無所不在，後來神明在政治的作用中慢慢淡化，改由全體人民的共識來建立政府；歷史方面，當多利亞人大舉入侵希臘半島與愛琴海地區，使得原來希臘人的舊部落瓦解，不管是當地的居民或是新來的征服者，都需要防衛，於是挑選在地勢較高的地方，建立衛城（軍事堡壘）防守敵人的攻擊。衛城不僅是當地的權力中心，自然也是城邦人的聚集之地及宗教場所。自然環境方面，希臘擁有許多的山脈、島嶼、港灣、河流等等，這些都是統一的天然障礙，易於形成自然的經濟單位，進而成為個別的政治單位，因此不論是希臘本土或是愛琴海上的島嶼，建立將近上百個城邦，著名的有雅典、底比斯、墨伽拉、斯巴達與科林斯；小亞細亞沿岸有米利都與以弗所；愛琴海沿岸有米蒂利尼、哈尔基斯等。

## 特色與差異
希臘城邦規模都很小，面積與人口相差很大，如斯巴達面積有三千餘平方英里，雅典面積有一千零六十平方英里，他們是古希臘城邦中最大的兩個城邦，其他城邦都不到一百平方英里；斯巴達與雅典在鼎盛時期人口達到四十萬，人口數量遠超其他城邦。
希臘城邦小國寡民的政體型態，居民彼此之間共同生活、相互扶持，形成團體意識。他們常一起參加體育競賽、宗教、娛樂等等活動，這也使得對城邦有歸屬與認同感。

## 結構

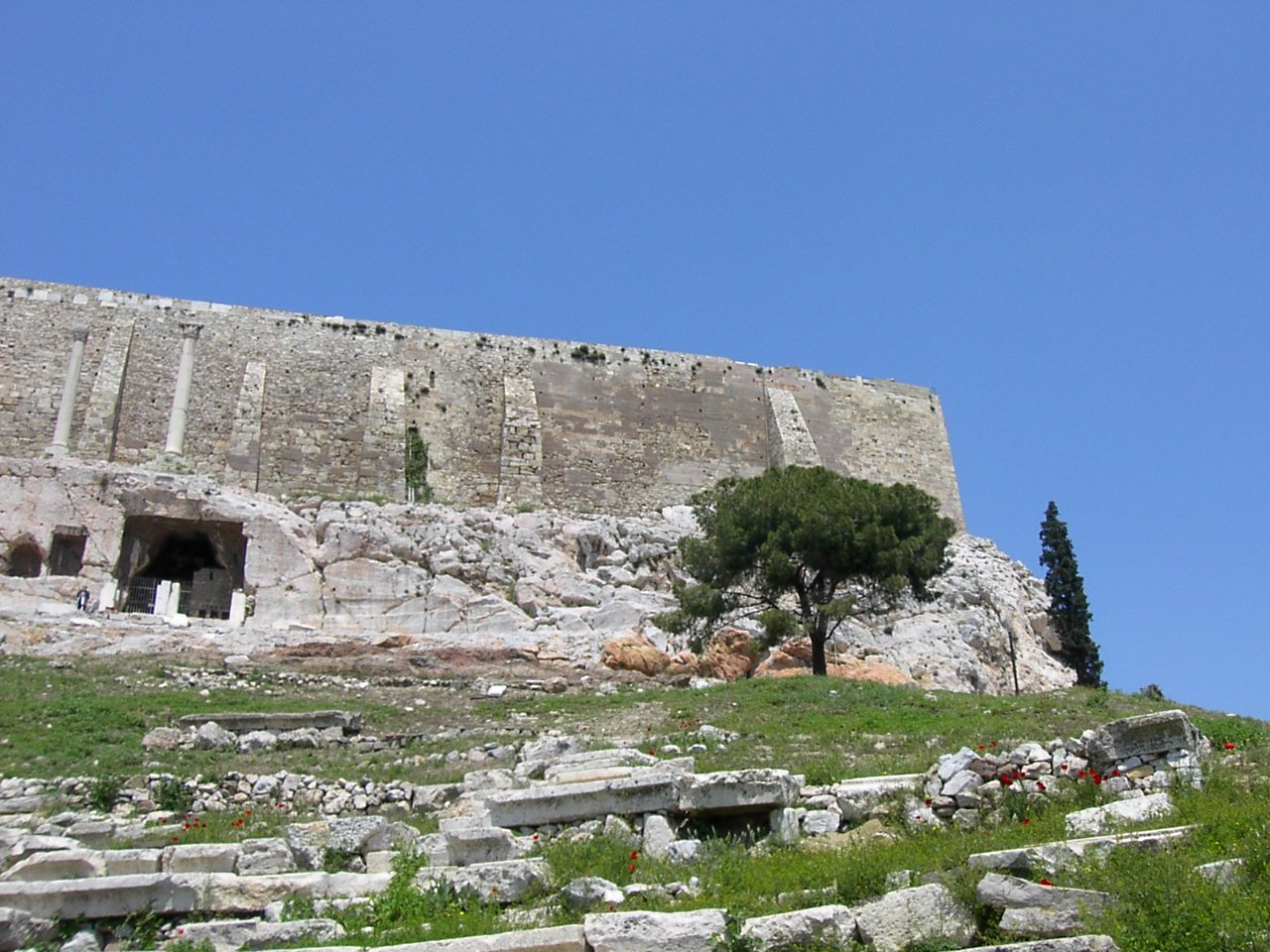
雅典衛城的南牆，由酒神劇場望來。

一個城邦至少包括衛城、市集、廟宇，以及給男人用作浴場和體育訓練場的「体育馆」。城邦是政治和宗教的中心，但城邦公民可住在鄉郊，不一定住在城邦內。在城邦內居住的除了城邦公民，還有外邦人和奴隸，但只有公民才具有政治權利，公民身分則一般由出身決定。每個城邦都有其特定的庇護神、慶祝的節日，不同城邦的政治制度、教育制度也各有不同，較有名的城邦包括雅典、斯巴達、底比斯等。很多現代西方語言中的「政治」（如英语politics）一詞，即來自古希臘文的「城邦」（polis）一詞，意思是城邦的事务。

## 演進
古希臘是一個城邦林立的地區，因此許多不同的政治制度都有在此地區获得實踐和发展，有些古希臘城邦如斯巴達一样奉行君主制，將統治權集中在國王手中；有些城邦則如雅典一樣實行民主政治；還有一些城邦則是由貴族統治或由少數人控制的議會（councils）进行統治。虽然古希腊所处地域狭小，但其政治制度在广泛的时间上获得了丰富多彩的发展。仅就政体而言经历了贵族制、民主制、寡头制和僭主制的演变。
希臘城邦從部落式、宗教式的制度走向世俗的、理性的社會轉變，儘管理性思想不斷發展，並不等於宗教的式微，不論是農民或領袖，仍然對神明十分虔誠。宗教神話的傳統從未在希臘消失，而是和日益昂揚的理性主義共存。

## 擴張
古希臘城邦不斷發展，引致人口增多，但希臘半島山地多平原少，所以田地和糧食均不足。為了解決這些問題，部份希臘城邦從公元前八世紀中葉開始便在黑海和地中海沿岸建立殖民地。雖然殖民地一般都仿效宗主國的政治制度，但在政治上是獨立自主，並不從屬於宗主國。
這種海外殖民活動，對於希臘城邦的發展，影響十分深遠。經濟方面，不但緩和人口過剩的問題，更是帶動希臘城邦經濟的發展。希臘本土一方面從殖民地得到糧食及銅、鐵、錫等原料，另一方面又將生產的工業品和油酒之類的商品銷往殖民地，雙方互蒙其利。政治方面，日漸抬頭的中產階級與飽受剝削的農民，聯合對抗地主所把持的寡頭政治，加上野心家的煽動，造成僭主政治一度上台，最後一般平民經濟與政治意識抬頭，民主政治成為希臘城邦政體的最終型態。
在眾多希臘城邦中，有兩個最具代表性，它們在政治形態、經濟發展、文化生活和許多方面的表現都大相逕庭。其中雅典代表的是民主政體，以商業和貿易為立國的基礎，文學、藝術和科學的成就，均堪稱為希臘的先驅；另一個代表城邦為斯巴達，奉行軍國主義，以農立國，重視軍事訓練，整個城邦宛如一個大軍營。

## 黃金時代

### 波希戰爭
由於希臘人在商業和殖民事業上均獲得重大成果，引起其他民族的嫉妒，到了公元前五世紀，波斯在亞洲西部崛起，與希臘人利益上的衝突越演越烈，終於爆發兩個民族之間的生死決戰，波斯首先征服了古希臘城邦在小亞細亞西岸建立的殖民地，並於公元前492年派軍入侵希臘。這次入侵掀開了史稱為「波希戰爭」（公元前492－480年）的序幕。波斯分別於前492年、前490年與前480年發動對希臘半島的海陸攻勢，卻均遭挫敗，鎩羽而歸。
前492年
前492年，波斯遠征希腊，但波斯海軍遭到颶風襲擊，因而全軍覆沒，波斯陸軍只能孤軍與希臘城邦軍隊戰鬥，損失慘重。
前490年
前490年，古希臘與波斯戰於馬拉松。波斯軍入侵希臘，但被雅典的軍隊在馬拉松打敗。戰爭結束後，雅典軍派出長跑手費迪皮迪茲（Φειδιππίδης）返雅典報捷，他帶傷從馬拉松跑回雅典宣佈勝利，之後力竭而死。
前480年
前480年，波斯軍再次入侵希臘城邦，首先在溫泉關大破斯巴達軍，繼而攻陷了雅典，並焚毀它的衛城。
波斯戰船從海路進攻雅典，雅典海軍把他們誘入雅典附近的薩拉米灣（Salamis），加以圍擊並大破波斯海軍。海戰失利逼使波斯軍撤出希臘半島，雅典在這場戰爭中取得最後的勝利。

### 影響
波希戰爭在世界史上的發展具有特別的意義。許多史家認為這是雅典民主政府與東方專制政治的對抗。
經過此役，波斯戰敗，希臘人恢復他們在小亞細亞西岸建立的殖民地，文化上也獲得進一步的發展，希臘城邦的發展遂進入黃金時代。

## 衰落與轉型
希臘城邦衰落的主要原因為城邦內訌，產生鬩牆之爭。波希戰爭後，希臘城邦有感於波斯的威脅仍然存在，雅典於是出面聯合小亞細亞西岸及愛琴海上各個希臘城邦，在前478年，組成一個以海軍為主的防禦性聯盟，由於總部設在提洛島上，又稱為「提洛同盟」。但是雅典卻大肆擴張自身勢力，逐漸控制此同盟，雅典不擇手段的擴張行為，讓斯巴達深為不滿，在其領導下，與伯羅奔尼撒半島上的城邦組成「伯羅奔尼撒同盟」，於是雙方爆發伯羅奔尼撒戰爭。雙方火拼二十多年，後來斯巴達為了能在曠日持久的內戰中求勝，不惜違反希臘傳統與波斯結盟，在波斯幫助之下，終於擊敗雅典，斯巴達雖然控制希臘，時間卻不長久，之後各個希臘城邦試圖爭霸且內戰不斷。隨著北方馬其頓王國崛起，挾著廣大領土、人口與資源，於前338年迫使大部份希臘城邦臣服馬其頓的霸權。
隨著亞歷山大大帝驟逝，帝國陷入內戰並分裂成三個主要繼業者王國，一些希臘城邦也趁機脫離馬其頓的掌握。因為各別城邦的力量仍太小，為了與強大的馬其頓抗衡，有些希臘城邦們開始放棄一部份主權來組織更緊密的城邦聯盟，如亞該亞同盟或埃托利亞同盟等。這種聯盟不像如雅典提洛同盟般由某一城邦單獨領導的城邦同盟，而是趨向各邦地位平等的邦聯。這使城邦們可以維持自身的自主性，也可以與強盛的敵人對抗。

## 參看
- 波希戰爭
- 底比斯
- 提修斯改革
- 梭伦改革
- 克利斯蒂尼改革
- 伯里克利改革

### 引用
1. 1 2 3 4  王曾才. . . 2006: 82–87頁.
2. 1 2 3 4  劉增泉. . . 2003: 23–24頁.
3. 1 2  劉增泉. . . 2003: 24–25頁.
4. ↑  王曾才. . . 2006: 138–139頁.
5. 1 2  劉增泉. . . 2003: 25–26頁.
6. 1 2  王尚德. . . 2010: 64–68頁.
7. 1 2  王尚德. . . 2010: 106–107頁.
8. ↑  王尚德. . . 2010: 108–111頁.
9. ↑  王尚德. . . 2010: 111–114頁.
10. ↑  王尚德. . . 2010: 114–116頁.
11. 1 2 3  王曾才. . . 2006: 103–107頁.
12. ↑  王尚德. . . 2010: 84頁.
13. ↑  王尚德. . . 2010: 89頁.
14. ↑  王尚德. . . 2010: 90–91頁.
15. ↑  王尚德. . . 2010: 96–97頁.